# Tijeras Mayo
Las tijeras Mayo son un tipo de tijera quirúrgica que se usa a menudo para cortar la fascia.

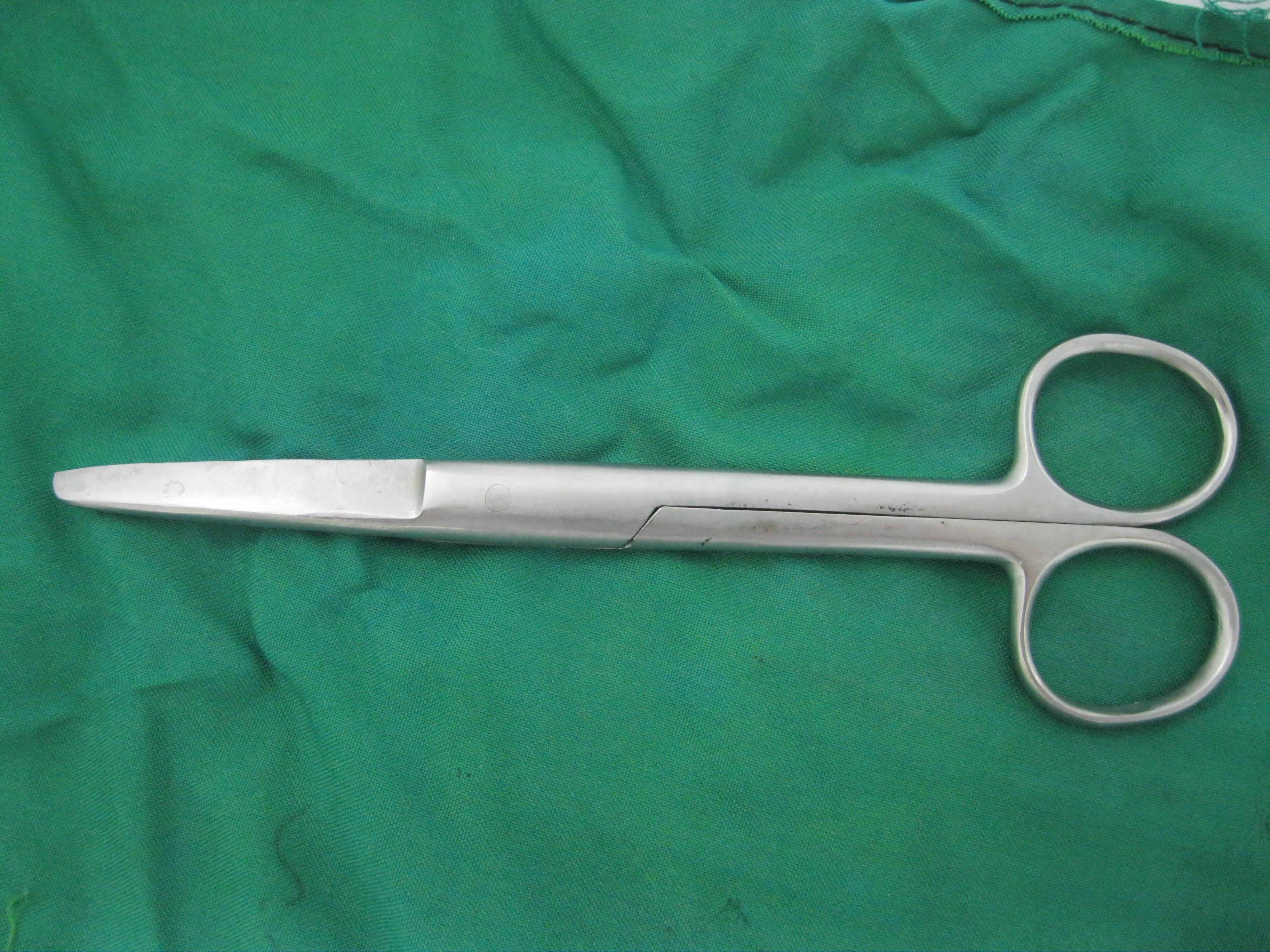
Tijeras Mayo.

## Etimología
Las tijeras de Mayo fueron desarrolladas por cirujanos de Clínica Mayo.

## Descripción
Las tijeras Mayo pueden estar hechas de acero inoxidable o titanio, siendo las de acero inoxidable mucho más baratas que las de titanio. También pueden estar disponibles en tijeras estándar o extralargas, y por lo general miden entre 6 pulgadas (150 mm) y 6 ¾ pulgadas (170 mm) de longitud.
Como la mayoría de los otros instrumentos quirúrgicos de hoy en día, la gran mayoría de las tijeras de Mayo están hechas de acero inoxidable.

## Tipos de tijeras Mayo
Existen variedades de tijeras Mayo de hoja recta y curva, cada una de las cuales es particularmente adecuada para aplicaciones quirúrgicas específicas, incluidas las aplicaciones de cirugía veterinaria, odontología y podológica.
- Las tijeras Mayo tienen extremos semi-romos, una característica que las distingue de la mayoría de las otras tijeras quirúrgicas. Sin embargo, las tijeras Metzenbaum son similares en que los extremos son iguales en ambas mitades de la tijera, pero sus mangos son más largos y su sección central es un poco más estrecha.
- Las tijeras Mayo de hoja recta están diseñadas para cortar tejidos corporales cerca de la superficie de una herida. Como las tijeras Mayo de hoja recta también se utilizan para cortar suturas, también se las conoce como "tijeras de sutura".
- Las tijeras Mayo de hoja curva permiten una penetración más profunda en la herida que las tijeras de hoja recta. El estilo curvo de la tijera Mayo se usa para cortar tejidos gruesos como los que se encuentran en el útero, los músculos, los senos y el pie. Las tijeras Mayo que se utilizan para la disección se colocan en un tejido con las puntas cerradas. A continuación, se abren las tijeras para que las puntas se abran y extiendan el tejido durante el proceso de disección.